# Фокс Лејк (Илиноис)
Фокс Лејк (енгл. Fox Lake) град је у америчкој савезној држави Илиноис.

## Демографија
По попису из 2010. године број становника је 10.579, што је 1.401 (15,3%) становника више него 2000. године.
| Група             | 2000.         | 2010.         |
| Белци             | 8.405 (91,6%) | 9.289 (87,8%) |
| Афроамериканци    | 70 (0,8%)     | 103 (1,0%)    |
| Азијати           | 60 (0,7%)     | 101 (1,0%)    |
| Хиспаноамериканци | 533 (5,8%)    | 940 (8,9%)    |
| Укупно            | 9.178         | 10.579        |